# Нуеве де Хулио (лек крайцер, 1936)
Нуеве де Хулио (на испански: ARA Nueve de Julio (C-5), „9 юли“) е аржентински лек крайцер от типа „Бруклин“ на ВМС на САЩ. Бивш американски крайцер – „Бойзи“ (на английски: USS Boise (CL-47)) участвал във Втората световна война.

## История на службата
Купен от САЩ на 11 януари 1951 г. за 7,8 млн. щатски долара в рамките на „Договора за взаимно обезпечение на безопасността“. През 1960-те преминава модернизация, в хода на която получава холандско радиоелектронно оборудване. В началото на 70-те, заедно с еднотипния „Белграно“ и лекия крайцер „Ла Архентина“, влиза в състава на крайцерската ескадра на Аржентина.
Крайцерът участва в „Освободителната революция“ от 16 септември 1955 г. – превратът, свалил Хуан Перон. В хода на тези събития, подлага на артилерийски обстрел нефтохранилища и военни обекти в град Мар дел Плата. В Ла Плата на привържениците на Перон е предявен ултиматум, който по-късно е приет.
На 15 март 1956 г., по време на маневри на аржентинския флот, „Нуеве де Хулио“ се сблъсква с крайцера „Белграно“. Двата крайцера получават повреди. Ремонтът отнема няколко месеца.
Има множество учебни походи, посещава пристанища в Еквадор, Уругвай, Чили, Фолкландските острови. През 1978 г. е изваден от състава на флота. Обществеността на град Браунсвил (щата Тексас, САЩ) планира да го превърне в плаващ Музей на Войната, но в крайна сметка тези планове не са осъществени. Списан през 1979 г., разкомплектован за скрап през 1983 г. в Япония.

## Коментари
1. ↑  Буквите показват принадлежността към определен класː ВВ – линкор, СС, CL, СА – съответно линеен, лек или тежък крайцер, CV – самолетоносач, DD – разрушител, SS – подводница и т.н.